# Индерборит
Индерборит — минерал класса боратов.
Минерал был найден В. И. Семеновой и Е. Е. Вашман (в виде грубокристаллических агрегатов и хорошо образованных продолговатых кристаллов) в 1940 году в Западном Казахстане. Был почти одновременно описан М. Н. Годлевским и Н. Ю. Икорниковой, которые дали минералу имя «метагидроборацит» и Г. С. Горшковым, который назвал минерал по имени месторождения, где он был найден — «индерборит». Поскольку описание сделанное Горшковым было сделано немного ранее и было более детальным и скрупулёзным, то приоритет был отдан ему.
Химическая формула CaMg[B₃O₃(OH)₅]₂·6H₂O. Кристаллы моноклинной сингонии. Агрегаты грубокристаллические. Бесцветный минерал. Блеск стеклянный. Твёрдость 3,0—3,5. Плотность 2,0 г/см3.
Индерборит встречается в природе довольно редко — в гипсовой шляпе боратовых месторождений. Используется, наряду с другими боратами, для получения борной кислоты, а также в качестве сырья в химической промышленности.